# Artedidraco
Artedidraco (Lönnberg, 1905) è un genere di pesci attinopterigi appartenenti alla famiglia degli Artedidraconidae. Sono nativi dell'Oceano Australe.

## Tassonomia
Il genere Artedidraco venne descritto formalmente per la prima volta nel 1905 dallo zoologo svedese Einar Lönnberg quando creò un genere per Artedidraco mirus, una nuova specie rinvenuta in Georgia del Sud che descrisse controllando la collezione tipi nomenclaturali raccolti durante la Spedizione Nordenskjöld-Larsen. Essendo la sola specie del nuovo genus, divenne serie tipo per monotipicità. Il nome del genere è un composto di Artedi, un omaggio al naturalista svedese Peter Artedi, definito il "padre dell'ittiologia" e che 200 anni prima di Lönnberg descrisse A. mirus, con draco, probabilmente dal greco antico dracœna, che significa drago, usato per il genus Trachinus, ma potrebbe anche riferirsi al genere Draconetta, che all'epoca si pensava facesse parte dei Nototheniidae.

## Elenco delle specie
Sono attualmente riconosciute 7 specie in questo genere:
- Artedidraco glareobarbatus Eastman & Eakin, 1999
- Artedidraco longibarbatus Eakin, Riginella & La Mesa, 2015[4]
- Artedidraco lonnbergi Roule, 1913
- Artedidraco mirus Lönnberg, 1905
- Artedidraco orianae Regan, 1914
- Artedidraco shackletoni Waite, 1911
- Artedidraco skottsbergi Lönnberg, 1905

## Caratteristiche
Artedidraco è il genus tipo della famiglia Artedidraconidae. Rispetto ad altri generi di questa famiglia, la prima pinna dorsale delle specie Artedidraco si trova sopra la base della pinna pettorale. Le teste sono larghe all'incirca quanto sono lunghe e le creste post-temporali sono poco sviluppate. Il muso è più corto del diametro dell'conico o più largo sulla punta. Posseggono piccole mascelle, dotate di altrettanto piccoli denti conisci, disposti in file contigue. La linea laterale superiore è ricoperta da scaglie tubolari alla fine della testa e verso la pinna caudale normalmente ha scaglie a forma di disco, come la linea laterale mediana, che ne è però coperta per intero. La lunghezza massima di questi pesci varia da 11 centimetri in A. lonnbergi agli 15,1 centimetri di A. orianae.

## Distribuzione, habitat e biologia
Le specie appartenenti a Artedidraco sono riscontrabili nelle acque costiere del continente antartico, ad eccezione di A. mirus, che occupa anche acque a nord ella Georgia del Sud. Si possono trovare vicino alla zona della battigia e sulla piattaforma continentale, registrati a profondità fino agli 800 metri. Poco o nulla si sa sulla loro biologia, ma le specie di questo genere si cibano largamente di policheti e piccoli crostacei.